# کمپلکس فلز آمین

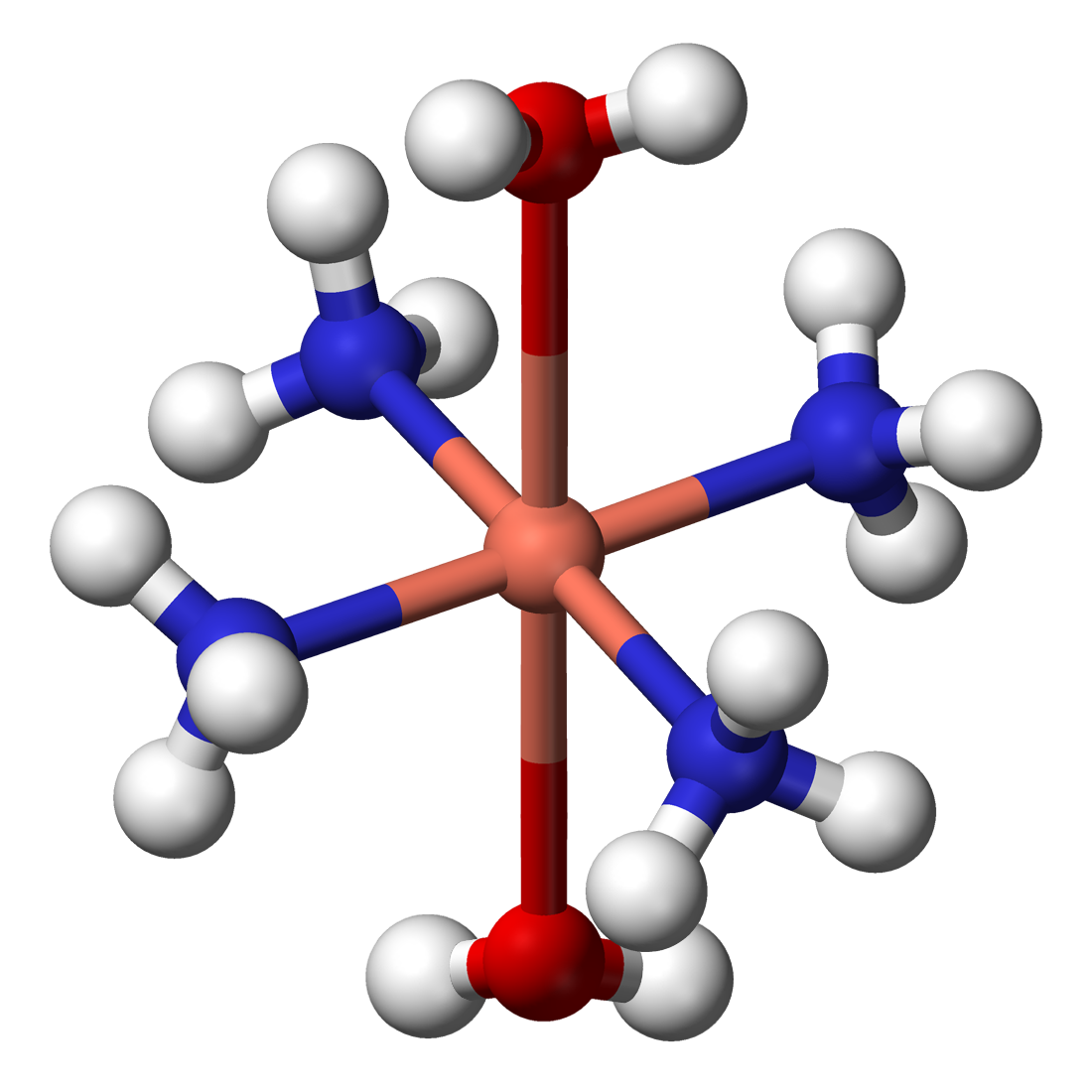
مدل گلوله و میله کایتون تتراآمین‌دی‌آکواکوپر(II) با فرمول شیمیایی [Cu(NH_{3})_{4}(H_{2}O)_{2}]^{2+}

کمپلکس فلز آمین (انگلیسی: Metal ammine complex) گونه ای از کمپلکس های شیمیایی هستند که در آن حداقل یک لیگاند آمین وجود داشته باشد. برخی فلزات مرکزی متداول در این کمپلکس ها عبارت اند از: Cr(III)، Co(III)، Ni(II)، Cu(II) و پلاتین.